# Миколашек, Ян
Ян Миколашек (чеш. Jan Mikolášek, 7 апреля 1889[…], Рокицани, Цислейтания[…] — 29 декабря 1973, Прага[…]) — чешский травник и целитель.

## Биография

### Юность и учёба
Родился в семье садоводов Антонина Миколашека и его жены Барборы, урождённой Петровой. У него было двенадцать братьев и сестёр. Обучался на садовода, и позднее работал на своего отца. Позже он получил профессиональную подготовку в этой области, например, у знахарки Йозефы Мюльбахеровой из Волдухов, среди прочего он восхищался венским профессором Валентином Цейлейсом из Гальспаха. Изучил труды (гербарии) Пьетро Андреа Маттиоли и сдал профессиональный экзамен на звание «официального травника».

### Карьера
Свою способность исцелять, Миколашек рассматривал как «дар Божий». Перед его домом, собирались толпы людей терпеливо ожидавшие приёма, в Тршебеховицах под Оребом, в Градечне под Кладно и Енштейне под Прагой. Из его виллы, где Миколашек лечил 12 лет, в настоящее время, после двух капитальных реконструкций, сделали дом престарелых Енштейна. В 1949 году купил зелёный автомобиль Hudson Commodore у теннисиста Ярослава Дробного, который эмигрировал из Чехословакии. На этой машине и с водителем он объезжал больных. Среди его клиентов были, например, семья фабрикантов Рингхоффер, Ольга Шайнпфлюгова, Макс Швабинский, Саша Рашилов и многие другие «знаменитости» культурной чешской жизни, а также влиятельные люди, такие как секретарь Адольфа Гитлера Мартин Борман (во время оккупации) или коммунист Антонин Запотоцкий. Именно Запотоцкий, который был заключён в концлагере Заксенхаузен и имел гангрену на ноге, приписал Миколашеку спасение его конечности от ампутации в 1946 году и, таким образом, стал его покровителем до своей смерти осенью 1957 года.

### Арест и заключение
После смерти президента Запотоцкого, новым президентом был избран Антонин Новотный, который считал Миколашека шарлатаном, который наживается на людях. После чего Миколашека обвинили в уклонении от уплаты налогов, коррупции и завышении цен на травяные сборы и приговорили к конфискации имущества и лишению гражданских прав и свобод. 23 января 1959 года районный народный суд в Брандисе-над-Лабем признал того виновным по всем предъявленным обвинениям и приговорил его за уклонение от уплаты налогов к трём годам лишения свободы с конфискацией всего имущества в пользу государства и лишением гражданских прав и свобод сроком на пять лет. Имущество Миколашека было конфисковано, вилла в Енштейне с садом и лесом отошла государству и была превращена в дом для престарелых. После апелляции его трёхлетний срок был увеличен до пяти лет. Вместе с ним были осуждены его помощник и родственник Антонин Бухнар, а также водитель и его личный повар.
Его приговор был сокращён на год, и 23 января 1963 года он был освобождён из тюрьмы в словацкой Илаве. Он попытался переехать в Прагу, где он получил убежище у своего друга, доктора медицинских наук Карела Урбанека (1884–1968), тогдашнего заведующий отделением Государственного института здравоохранения. В знак благодарности, Миколашек похоронил его на своём участке у могилы на Ольшанском кладбище (где уже покоилась его мать).

### Последние годы и смерть
В 1968 году 80-летний Миколашек ненадолго возобновил свою целительскую деятельность. Скончался в субботу, 29 декабря 1973 года, в половине восьмого утра, а церемония похорон состоялась на пражском Ольшанском кладбище в понедельник, 7 января 1974 года.

## В культуре
20 августа 2020 года в прокат вышел фильм «Шарлатан» польского режиссера Агнешки Холланд по сценарию Марка Эпштейна, вдохновлённый историей целителя Яна Миколашека.